# Atlantihyla spinipollex
Atlantihyla spinipollex (Ptychohyla legleri ) es una especie de anfibios de la familia Hylidae.

## Distribución geográfica y hábitat
Es endémica de la cordillera Nombre de Dios (Honduras). Su rango altitudinal oscila entre 160 y 1580 m s. n. m..

## Estado de conservación
Se encuentra amenazada por la pérdida de su hábitat natural.